# Chasseur à pied (Auguste Arnaud)
Le Chasseur à pied (parfois appelé Chasseur de Vincennes) est une statue d'Auguste Arnaud. Réalisée en 1856 pour l'ancien pont de l'Alma, à Paris, la statue se trouve, depuis la reconstruction de ce dernier, dans le bois de Vincennes.

## Description
La statue est installée contre le mur sud de la redoute de Gravelle, à la pointe sud-est du bois de Vincennes. Elle surplombe directement l'autoroute A4, de laquelle elle est clairement visible.
L'œuvre représente un chasseur à pied, un fantassin léger de l'armée française avec son uniforme du XIXe siècle.
Par ailleurs, en haut à droite des pierres formant l'arrière-plan de la statue, l'artiste français Invader a posé une de ses mosaïques d'envahisseurs (numérotée PA_269).

## Histoire
La statue est commandée au sculpteur français Auguste Arnaud lors de la construction du premier pont de l'Alma, à Paris, entre 1854 et 1856. Les deux piles sont décorées, côtés amont et aval, par une statue représentant quatre régiments de la guerre de Crimée : un zouave, un grenadier, un artilleur et un chasseur à pied. Le Zouave et le Grenadier sont exécutés par Georges Diebolt, l'Artilleur et le Chasseur à pied par Arnaud. La statue du Chasseur à pied est installée sur la pile la plus proche de la rive gauche de la Seine (du côté de l'actuel 7e arrondissement), vers l'amont.
Entre 1970 et 1974, à cause de son étroitesse et d'un tassement, le pont est totalement remplacé. Le nouveau pont de l'Alma ne comportant qu'une seule pile, seul le Zouave est conservé à son emplacement. Les trois autres statues sont déplacées : le Chasseur à pied dans le bois de Vincennes contre le mur de la redoute de Gravelle (non loin du fort de Vincennes où a été fondée la première compagnie de chasseurs à pied), le Grenadier à Dijon et l'Artilleur à La Fère.